# Godefroid Van den Kerckhove
Ludovicus Joannes Godefridus (Godefroid) Van den Kerckhove (Antwerpen, 30 december 1841 – Ukkel, 1913) was een Belgisch beeldhouwer.

## Leven en werk
Godefroid Van den Kerckhove was een natuurlijke zoon van Jean François Van den Kerckhove en modemaakster Catharina De Poel, hij werd bij hun huwelijk in 1853 erkend. Zijn vader en ooms Louis, Augustin en Leonard Van den Kerckhove waren allen beeldhouwer. Hij was een leerling van zijn vader en studeerde aan de Koninklijke Academie voor Schone Kunsten van Antwerpen en de Brusselse Academie (1861-1864), als leerling van Louis Jehotte en Eugène Simonis. Nog tijdens zijn tijd in Brussel, nam hij deel aan de Salons van Brussel en Antwerpen.

## Enkele werken
- 1872 buste van Sint-Barbara boven portaal van De Gulden Boot (kleermakersgilde), Grote Markt 24-25 in Brussel.
- 1882-1883 twee (van de 48) ambachtsbeelden op de Kleine Zavel in Brussel: metselaars, steenkappers, beeldhouwers en leidekkers (Vier Gekroonden) en wapensmeden, helmmakers en zwaardvegers. Zijn vader en oom Augustin maakten ook elk twee beelden.
- 1890 beeld van Jan van Locquenghien voor de Kleine Zavel in Brussel
- beeld van Onze-Lieve-Vrouw met Kind boven het entreeportaal van de Onze-Lieve-Vrouw van Goede Bijstandkerk in Brussel.

## Fotogalerij

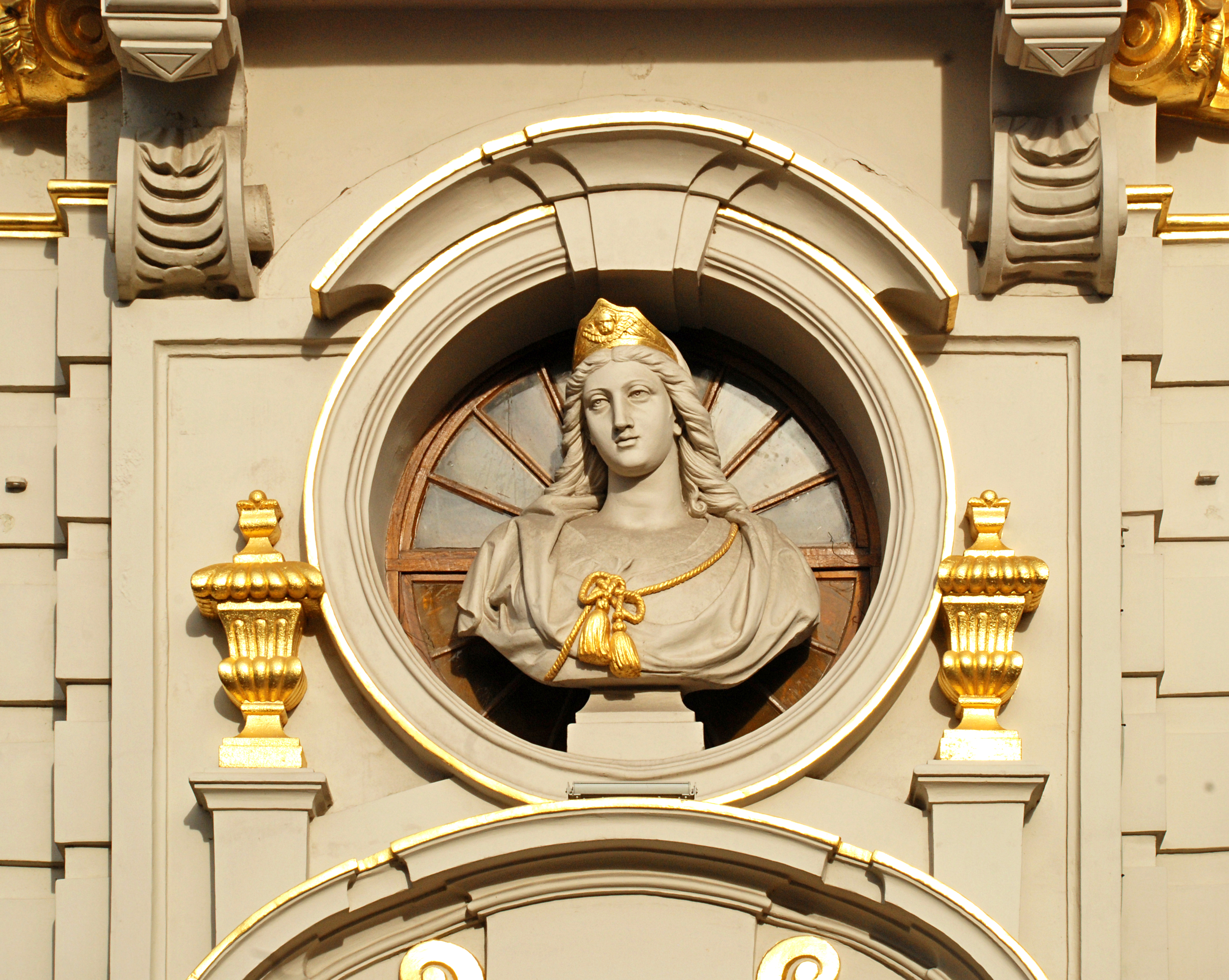
Sint-Barbara (1872), Brussel
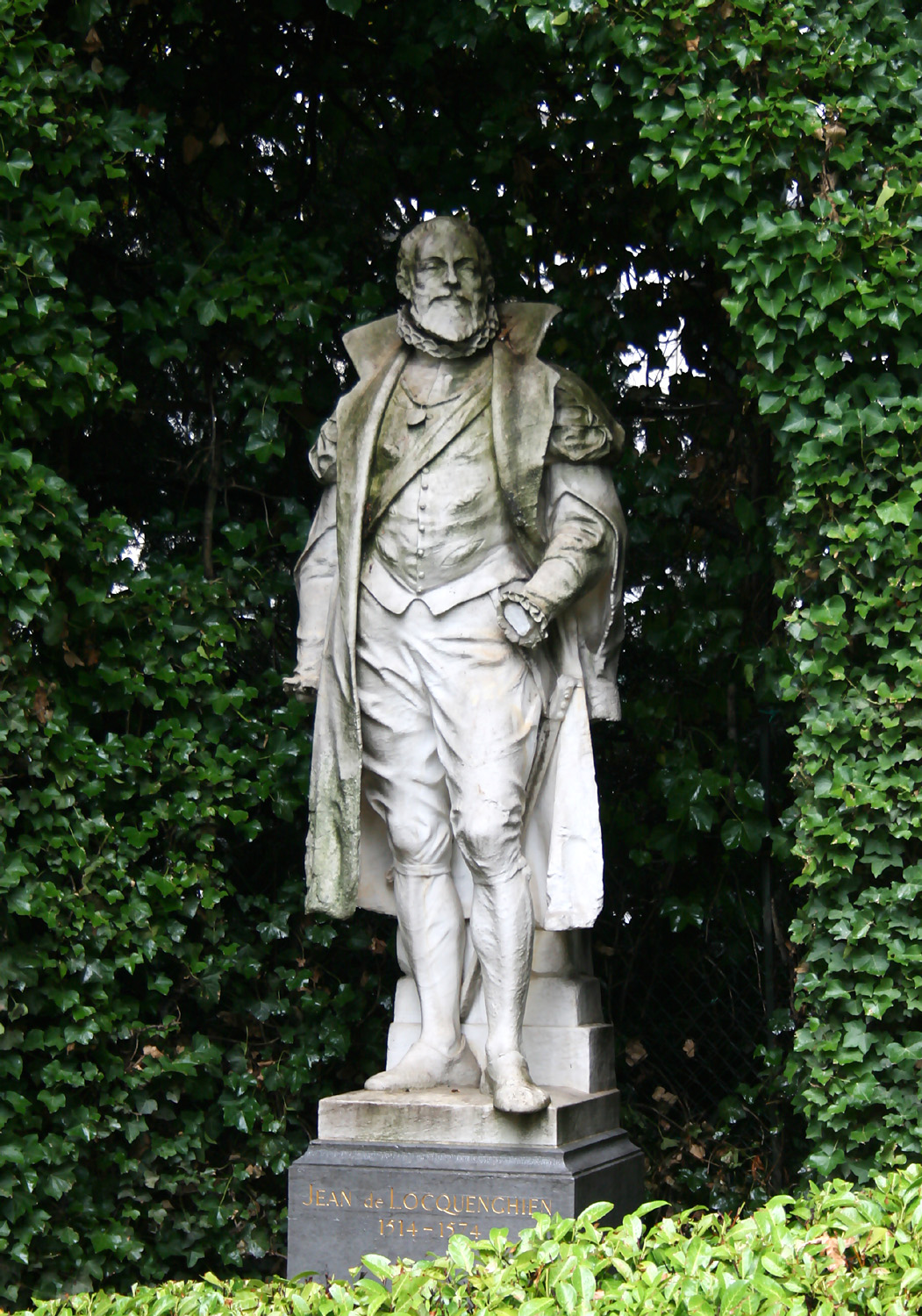
Jan van Locquenghien (1890), Brussel